# Země (Hvězdná brána: Hluboký vesmír)
Země (v anglickém originále Earth) je sedmá epizoda 1. řady americko-kanadského sci-fi seriálu Hvězdná brána: Hluboký vesmír.

## Popis děje
Plukovník Young, Eli Wallace a Chloe použijí komunikační kameny a spojí se se zemí. Dr. Williams a Jack O'Neill je informují o potenciálně nebezpečném plánu, který by je mohl přenést bránou zpět na Zemi. Young nechce podstoupit takové riziko, proto plukovník Telford (přenesený do těla Younga) převezme velení na Destiny.
Telford chce vyčerpat energii lodi střelbou z energetických zbraní, aby se loď musela opěr "dobít" u nějaké hvězdy (viz epizoda Světlo). S pomocí energie hvězdy, usměrněné do brány, chce Telford vytvořit červí díru na Zemi.
Dr. Rush Telfordův plán sabotuje. Úmyslně přetíží bránu a tvrdí Telfordovi, že to nejde vypnout a že loď brzy exploduje. Telford spěchá do místnosti s komunikačními kameny a odpojí je.
Plukovník Young, Wallace a Chloe "jsou zpět" na Destiny. Young pověří Wallaceho, aby prozkoumal data shromážděné při snaze vytočit bránu. Chce, aby zjistil, zda Dr. Rush něco netají.